# Pilektuak Island
Pilektuak Island är en ö i Kanada.   Den ligger i territoriet Nunavut, i den östra delen av landet, 2 600 km norr om huvudstaden Ottawa. Arean är 8,1 kvadratkilometer.
Terrängen på Pilektuak Island är lite kuperad. Öns högsta punkt är 550 meter över havet. Den sträcker sig 3,4 kilometer i nord-sydlig riktning, och 3,5 kilometer i öst-västlig riktning.
Trakten runt Pilektuak Island är nära nog obefolkad, med mindre än två invånare per kvadratkilometer.